# Dorfkirche Dorfilm

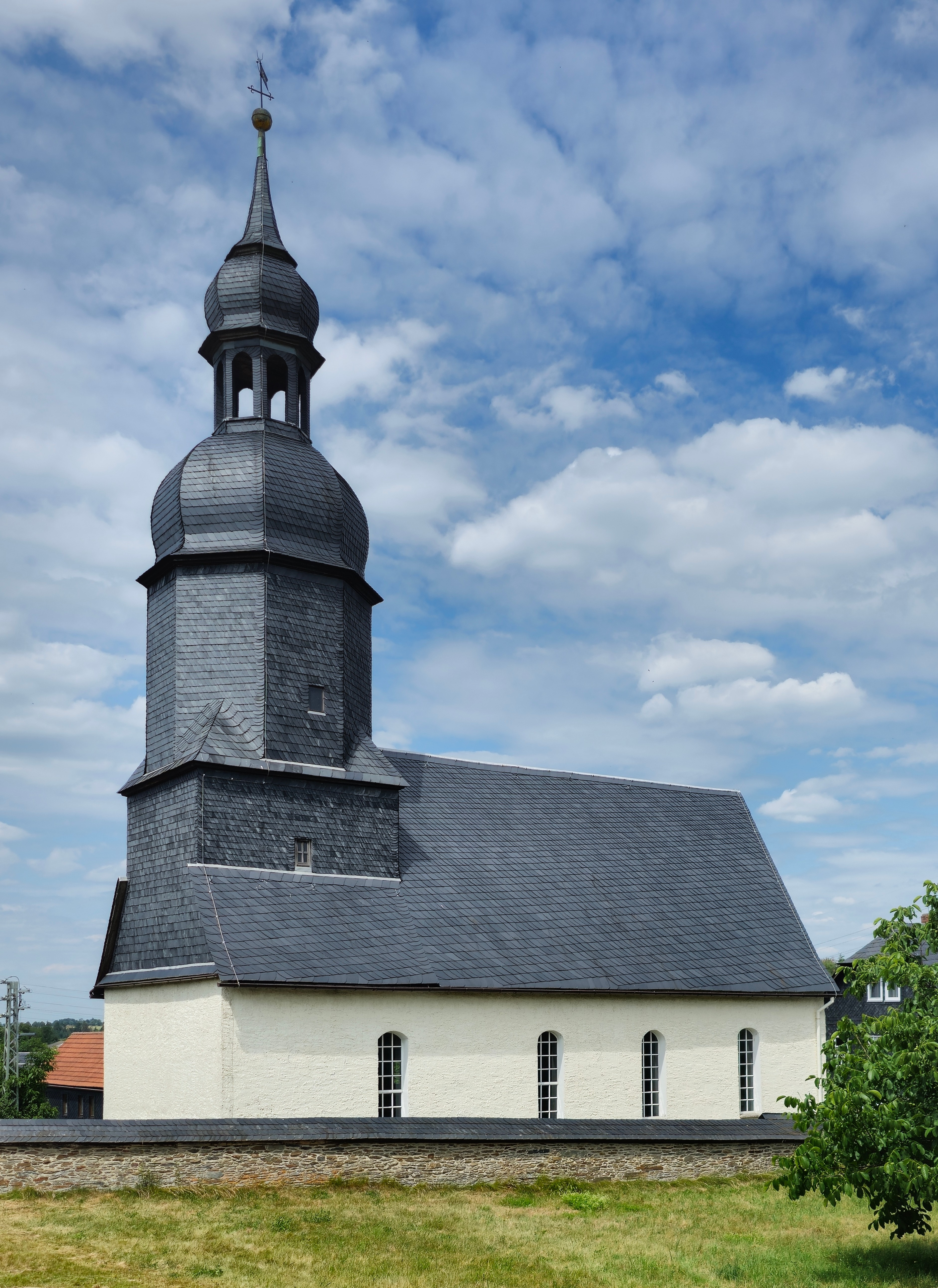
Dorfkirche Dorfilm

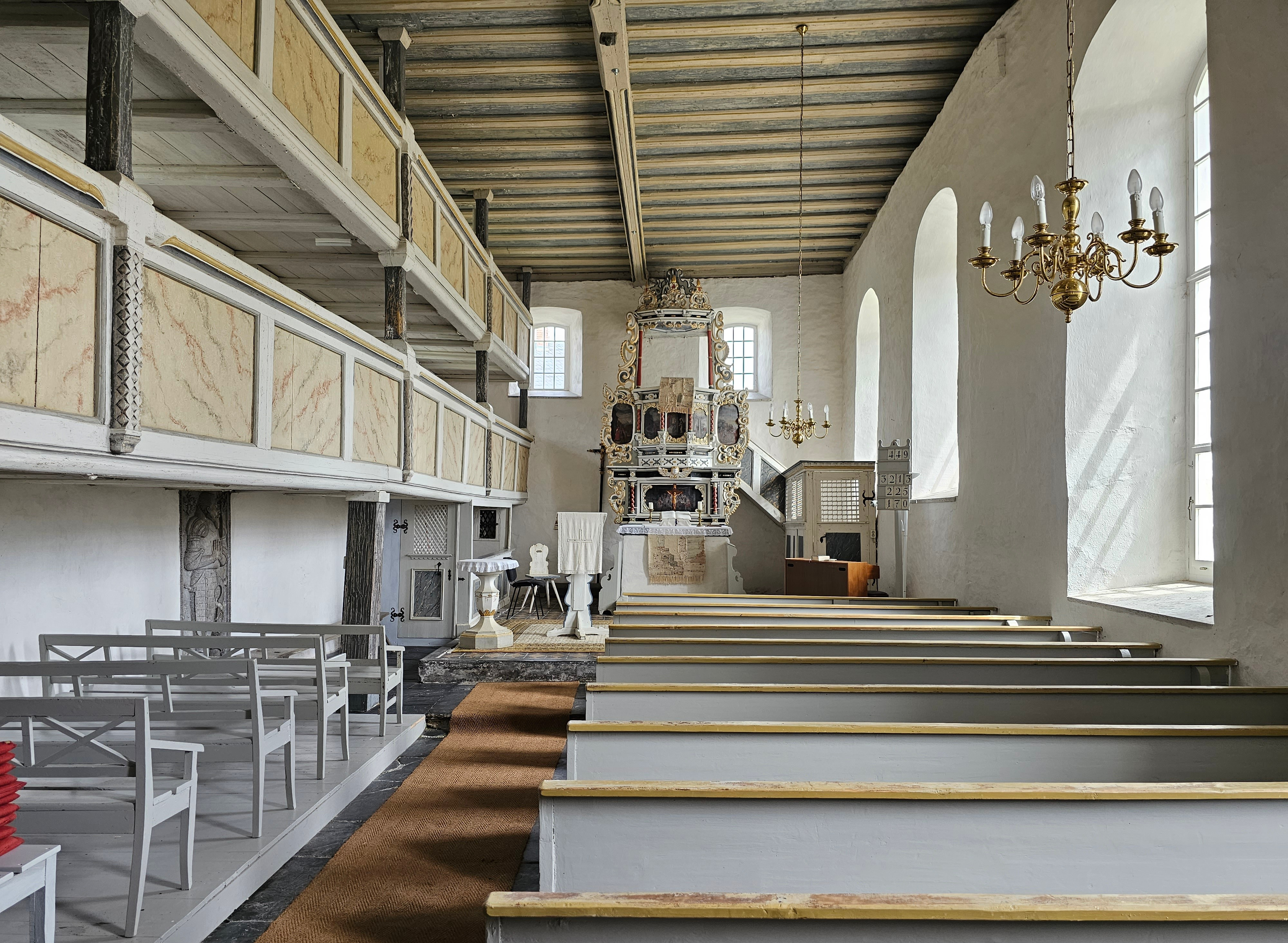
Innenraum (2023)

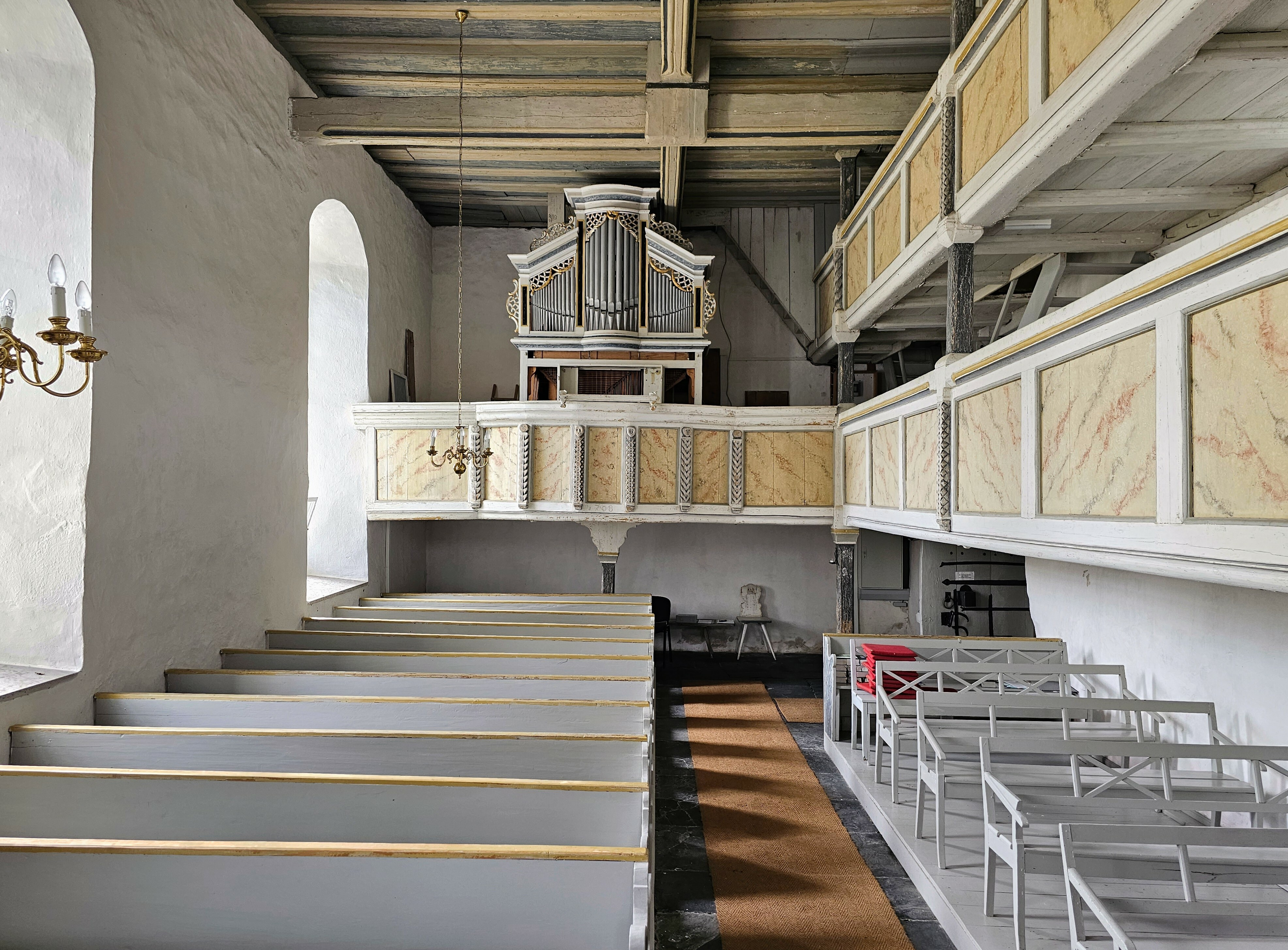
Innenraum, Blick zur Orgel

Die evangelisch-lutherische Dorfkirche Dorfilm, ehemals St. Maria, steht in Dorfilm, einem Ortsteil der Stadt Leutenberg im Landkreis Saalfeld-Rudolstadt. Die Kirche ist in der Liste der Kulturdenkmale in Leutenberg eingetragen. Die Kirchengemeinde Dorfilm gehört zum Pfarrbereich Drognitz im Kirchenkreis Rudolstadt-Saalfeld in der Evangelischen Kirche in Mitteldeutschland.

## Beschreibung
Die mit einem verschieferten Satteldach bedeckte Saalkirche wurde 1584 auf den Resten einer romanischen Kapelle neu gebaut. Im Westen hat sie einen achtseitigen Dachturm, auf dem eine Haube sitzt, die von einer Laterne bekrönt wird. 1708 bis 1716 wurde das Langhaus erhöht. Es gab Veränderungen im Bereich der Fenster und wesentliche Teile der Kirchenausstattung wurden eingebaut. Der Innenraum ist mit einer Holzbalkendecke versehen. Er hat zweigeschossige Emporen im Norden und im Westen. Der Kanzelaltar aus der 2. Hälfte des 17. Jahrhunderts hat ein Abendmahlsbild in der Predella und Darstellungen von Gleichnissen auf der Brüstung. Die Eingangstür hat ein hölzernes Kastenschloss und spätgotische Beschläge.
Die barocke Orgel mit ehemals 9 Registern, verteilt auf ein Manual und Pedal, wurde vor 1800 von einem unbekannten Orgelbauer gebaut. Sie ist seit längerem unspielbar; das Pfeifenwerk ist ausgebaut.
Zuletzt wurde die Kirche 1962 innen und 1985 außen renoviert.